# 普拉努瓦斯

普拉努瓦斯在貝桑松的位置

普拉努瓦斯（法語：Planoise，法語發音：[planwaz]）是法國貝桑松西部的一個街区，於1960年建於普拉努瓦斯丘（Colline de Planoise）和沙泽勒高地地區之間。其为貝桑松人口最多的區域，人口15,378（佔全市人口的17%）。